# Северный полюс-2
«Северный полюс-2» (СП-2) — вторая советская научно-исследовательская дрейфующая станция. Работала со 2 апреля 1950 года до 11 апреля 1951 года. Начальник станции — Сомов М. М.
Станция открыта 12 лет спустя после закрытия в 1938 году первой советской дрейфующей станции «Северный полюс-1». Станция была открыта на льдине размером 3000×2400 м, которая при открытии находилась на 76°02' с.ш. и 166°30' в.д. Как и во время работы первой станции, участники экспедиции жили в палатках. За время деятельности станции на льдине побывало 58 человек, 71 раз садились самолёты, завезено 96 тонн грузов. Средняя скорость дрейфа составила 6,9 километра в сутки, суммарное расстояние, пройденное за время работы станции — 2600 км. После разлома льдины, на которой первоначально находилась станция, лагерь был перемещён на другую льдину.
В 1954 году полярными лётчиками был обнаружен покинутый лагерь СП-2, который, под воздействием морских течений, оказался недалеко от первоначального места создания дрейфующей станции.  
Личный состав:
- Сомов М. М. — начальник
- Гудкович З. М. — океанолог
- Дмитриев А. И. — океанолог
- Петров И. Г. — ледоисследователь
- Яковлев Г. Н. — ледоисследователь
- Миляев Н. А. — геофизик
- Никитин М. М. — океанолог
- Чуканин К. И. — метеоролог
- Канаки В. Г. — аэролог
- Благодаров В. Е. — аэролог
- Зайчиков П. Ф. — аэролог
- Рубинчик М. Е. — аэролог
- Погребников М. М. — аэролог
- Курко К. М. — радист
- Щетинин Г. Е. — радист
- Комаров М. С.— механик
- Яцун Е. П. — кинооператор
- Волович В. Г. — врач-повар